# 7441-es mellékút (Magyarország)
A 7441-es számú mellékút egy majdnem pontosan 20 kilométer hosszú, négy számjegyű országos közút Vas vármegye déli részén, Kemeneshát tájegységben. Vasvár és a tőle délnyugatra fekvő települések között biztosít közúti kapcsolatokat, de az útjába eső települések belterületeit jellemzően elkerüli, nagyrészt külterületeken halad.

## Nyomvonala
A 8-as főútból ágazik ki, annak 145,200-as kilométerszelvényénél, Vasvár belterületének északi részén, dél felé. Itteni csomópontjához hozzátartozik egy öt számjegyű, részben egyirányú ág, a 87 801-es számú mellékút is, amelyen a Budapest felé tartó forgalom tud ráhajtani a 8-as főútra, illetve amely egy ott lévő élelmiszer-áruházat is kiszolgál.
Kezdeti méterei után délnyugati irányban folytatódik tovább, Alkotmány utca néven. Alig több, mint 300 méter után kiágazik belőle észak felé a 87 303-as út, amely Vasvár vasútállomáshoz vezet. Nagyjából 700 méter megtétele után az út délebbi irányba fordul, majd csaknem pontosan az 1. kilométerénél, a város központjában, Árpád tér néven belecsatlakozik a 74-es főútba, amely itt 74,2 kilométer teljesítésénél jár. A becsatlakozás előtt egy rövid szakasza egyirányú dél felé, az ellenkező irányú forgalmat egy bő negyed kilométeres szakaszon a néhány tíz méterrel arrébb húzódó 87 802-es számú út vezeti el.
A központban mintegy kétszáz méternyi közös szakasza van a 7441-esnek és a 74-es főútnak (kilométer-számozás szempontjából ellenkező irányban számozódva), majd a belváros déli szélétől a 74-es útszámot a délkelet felé folytatódó irány viseli, a 7441-es út pedig délnek halad tovább, Kossuth Lajos utca néven, itt is egyirányú utcaként. Ez a szakasz csak 300 méteren át tart, utána nyugatnak fordul, a Hunyadi János utca nevet veszi fel és kétirányúvá válik. [Érdekes, hogy az előbbi egyirányú szakasz ellenirányú párja csak önkormányzati útnak számít, a kira.gov.hu adatai szerint.]
Hunyadi János utca néven keresztezi a Szentkereszt-patakot, majd újra délebbnek fordul és a Táncsics Mihály utca nevet veszi fel. A város délnyugati szélénél, 2,2 kilométer után kiágazik belőle észak felé a 74 161-es út, amely a központtól bő 2 kilométerre fekvő Kismákfa és a több mint 6 kilométerre lévő Nagymákfa városrészekbe vezet.
2,5 kilométer után az út kilép Vasvár házai közül, még egy darabig ipari jellegű telkek között halad, itt a neve Gersei utca. A 6. kilométeréig nagyjából déli irányt követ, ott találkozik a „Katonák útja” nyomvonalával, és azt követve délnyugati irányba fordul. 6,9 kilométer megtétele után éri el Vasvár határát, ugyanott torkollik bele, szűk 3 kilométer megtétele után a 7443-as út, Petőmihályfa irányából. Innentől az út is ez utóbbi település közigazgatási területén halad, de lakott területeket nem érint. A 9. kilométerénél még egy rövid szakaszon visszatér vasvári területre, de utána Gersekarát területére lép.
Gersekarátot érintve először a Vasvári út nevű településrész mellett halad el, majd a 10. kilométerénél délnek fordul. Ezt az irányt viszont alig 200 méteren át követi, utána újra nyugatnak kanyarodik, a dél felé továbbvezető út pedig a 7442-es számozást viseli, amely út itt ér véget, 14,6 kilométer után. 10,850-es kilométerszelvénye táján ismét egy kisebb kereszteződéshez ér: délkelet felé a faluközpont, nyugat felé pedig Döbörhegy irányába vezet egy-egy önkormányzati út. Hamarosan újból déli irányba kanyarodik, de ez a szakasza is csak a 11,500-as kilométerszelvénye tájáig tart; ott ismét nyugatnak fordul, déli irányát pedig az itt kiágazó 7444-es út folytatja. 12,7 kilométer után eléri Gersekarát és a Körmendi járáshoz tartozó Döbörhegy határát, bő két kilométeren át a határvonalat követi, majd a 15. kilométere után nem sokkal elérkezik a két előbbi község és Halastó hármashatárához.
A 15+300 kilométerszelvényénél újabb hármashatár mellett halad el, ezúttal Döbörhegy, Halastó és Szarvaskend területeinek hármas határpontjához. Nagyjából egy kilométeren át e két utóbbi település határvonalát kíséri, utána lép csak teljesen halastói területre. Döbörhegynek és Szarvaskendnek egyáltalán nem érinti lakott területeit, de Halastónak is csak épp hogy súrolja a belterületét, a 16,800-as kilométerszelvénye közelében. Fő utca itt a települési neve, de a község valódi főutcája a 7444-es út, amely itt torkollik vissza a 7441-esbe dél felől, bő 10,5 kilométer megtétele után.
A község házait elhagyva, a 17+100 kilométerszelvénye közelében kiágazik az útból észak felé a 7462-es út, ez vezet a 4 kilométerre északra fekvő Szarvaskend központjába. Az út a 17,500-as kilométerszelvényéig húzódik még Halastó község területén, ott egy patakot keresztezve Hegyháthodász területére lép. Lakott területét ez utóbbi községnek sem érinti, a 18+800 kilométerszelvényétől már Hegyhátsál területén húzódik. 19,7 kilométer után, már a község házai között kiágazik belőle észak felé a 74 195-es út – ez Hegyhátsál főutcája, majd továbbhúzódik Katafáig – utolsó métereire pedig az út délnek fordul és így torkollik bele a 76-os főútba, annak 77,650-es kilométerszelvénye közelében.
Teljes hossza, az országos közutak térképes nyilvántartását szolgáló kira.gov.hu adatbázisa szerint 19,896 kilométer.

## Települések az út mentén
- Vasvár
- (Petőmihályfa)
- Gersekarát
- (Döbörhegy)
- (Szarvaskend)
- Halastó
- (Hegyháthodász)
- Hegyhátsál

## Hídjai
Egyetlen számottevő hídja van, a 0+1568-as kilométerszelvényénél a Szentkúti-patak hídja Vasvárnál; az egynyílású szerkezetű monolit vasbeton lemezhíd nyílásköze 3,90 méter, a teljes pályafelülete 35 négyzetméter; 1937-ben épült.
A többi hídját nem tartják számon sem az 1945 előtt épült hidak, sem az 1945 után épült, 10 méternél hosszabb hidak között.